# Cassata siciliana
La cassata siciliana (dalla presunta origine in arabo quas'at, "bacinella" o dal latino caseum, "formaggio") è una torta tradizionale a base di ricotta zuccherata (tradizionalmente di pecora), pan di Spagna, pasta reale e frutta candita.
È una produzione tipica siciliana, come tale è stata ufficialmente riconosciuta e inserita nella lista dei prodotti agroalimentari tradizionali italiani (P.A.T.) del Ministero delle politiche agricole alimentari e forestali (Mipaaf), su proposta della Regione Siciliana.

## Caratteristiche
Nonostante l'apparente semplicità della ricetta, esistono innumerevoli varianti locali che spiccano per la tipicità della ricetta: la variante palermitana, quella messinese (meno dolce), la catanese, la trapanese, la nissena e la siracusana (che si distingue per la presenza a strati del pan di Spagna e l'assenza di glassa).
Infatti soprattutto l'aspetto esteriore può variare da una scarna decorazione di glassa e un po' di scorza d'arancia candita fino a una opulenta costruzione baroccheggiante con perline colorate e una mezza dozzina di frutti canditi diversi. 
Sempre secondo le varianti locali, ci possono essere ingredienti aggiuntivi, come pistacchio, pinoli, cioccolato, cannella, liquore, o acqua di zagara.
C'è anche una versione monoporzione, la cassatina.

## Storia

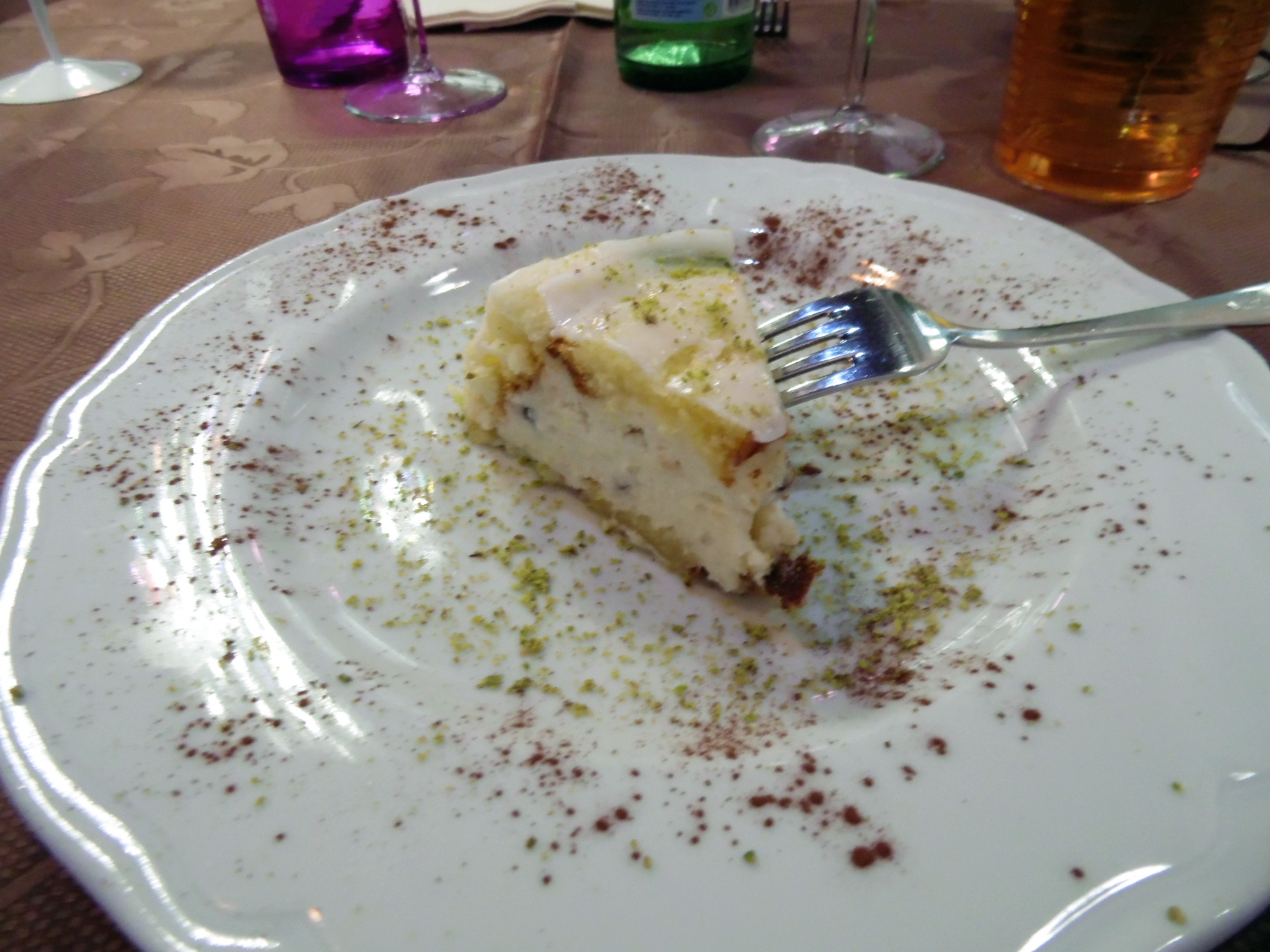
Cassata

La storia dell'origine della cassata conduce secondo un’opinione diffusa ma non provata alla dominazione araba in Sicilia (IX-XI secolo). Gli arabi infatti avevano introdotto in Sicilia la canna da zucchero, il limone, il cedro, l'arancia amara, il mandarino, e incrementato la coltivazione della mandorla, già introdotta in Sicilia dai Fenici e successivamente diffusa in tutta la Magna Grecia e nel Mediterraneo dai Greci. Insieme alla ricotta di pecora, che si produceva in Sicilia da tempi preistorici, erano così riuniti tutti gli ingredienti base della cassata, che all'inizio non era che un involucro di pasta frolla farcito di ricotta zuccherata e poi infornato.
Nel periodo normanno, con l'invenzione da parte delle monache del Convento della Martorana a Palermo della pasta reale, detta "martorana", un impasto di farina di mandorle e zucchero, colorato di verde con estratti di erbe, si sostituì il precedente involucro di pasta frolla. Si sarebbe passati così dalla cassata al forno a quella composta a freddo.
Di certo la cassata è attestata però soltanto dal XIV secolo.
Gli spagnoli introdussero in Sicilia il cioccolato. Durante il barocco vennero infine aggiunti i canditi, già conosciuti in Sicilia da secoli.
L'introduzione della glassa di zucchero coperta di frutta candita che avvolge tutto il dolce come un vetro opaco potrebbe ricondurre il nome all'inglese glass ("vetro") da cui glassata - classata - cassata. Tuttavia questa ipotesi appare poco credibile, dal momento che il termine "cassata" appare per la prima volta nel Declarus di Angelo Sinesio (1305-1386) del XIV secolo.
Inizialmente la cassata era un prodotto della grande tradizione dolciaria delle monache siciliane ed era riservata al periodo pasquale. Un documento ufficiale del primo sinodo dei vescovi siciliani a Mazara del Vallo nel 1575 afferma che la cassata è "irrinunciabile durante le festività". Un proverbio siciliano recita Tintu è cu nun mancia a cassata a matina ri Pasqua ("Meschino chi non mangia la cassata la mattina di Pasqua").
La decorazione caratteristica della cassata siciliana con la zuccata fu introdotta nel 1873 (in occasione di una manifestazione che si tenne a Vienna) dal pasticciere palermitano Salvatore Gulì, il quale aveva un laboratorio nel centralissimo corso Vittorio Emanuele a Palermo.

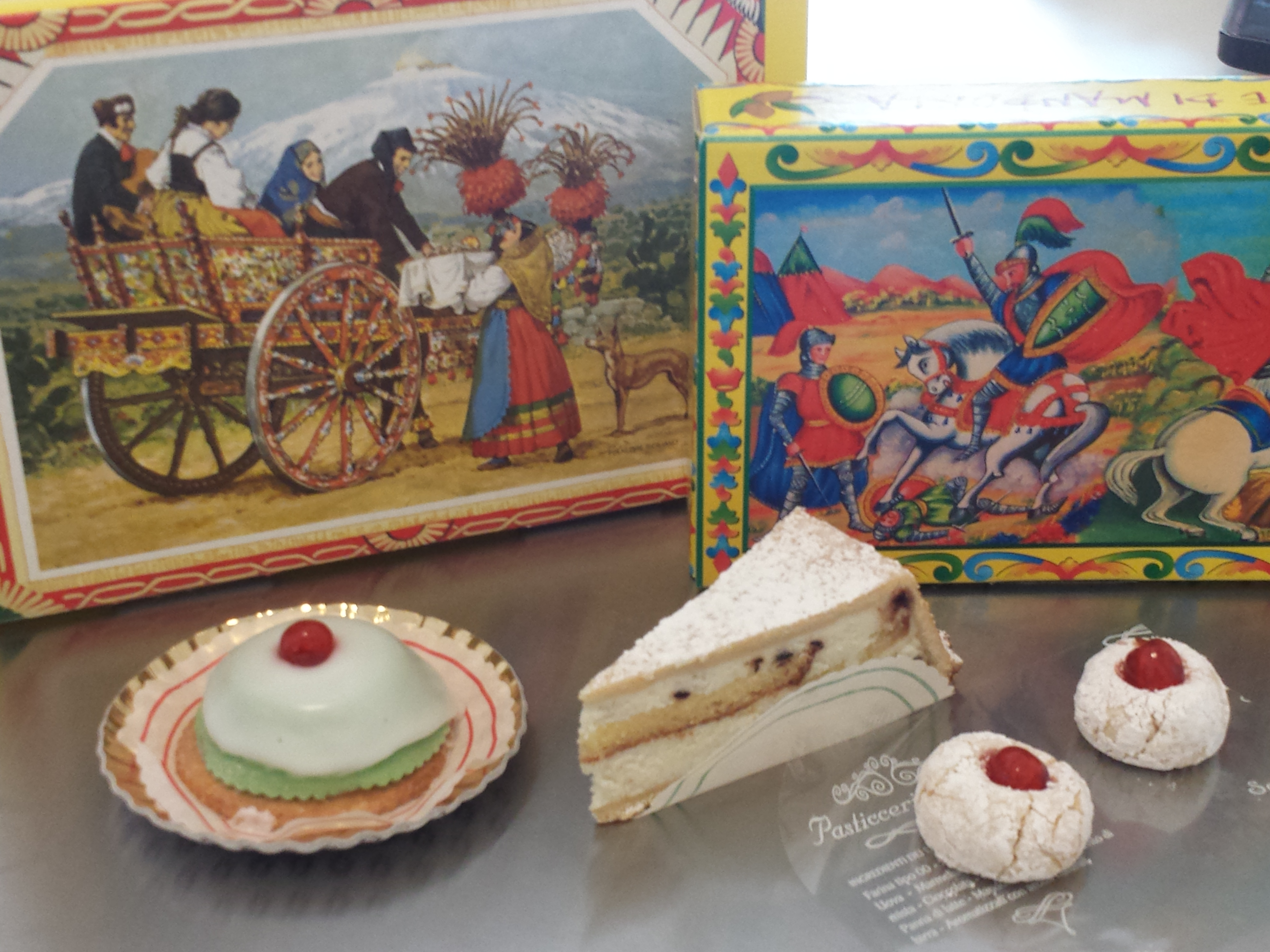
Una fetta di cassata al forno, le paste di mandorla (sulla destra) e una cassatina siciliana (a sinistra)

## La cassata al forno
Nel palermitano è ancora molto usata la prima versione di questa torta di ricotta, denominata Cassata al forno, priva di canditi e di pasta reale. È un involucro di pasta frolla che contiene all'interno la crema di ricotta di pecora zuccherata e gocce di cioccolato fondente. Cotta in forno a 200 gradi per mezz'ora e poi cosparsa di zucchero a velo.

## Gelato alla cassata
In Sicilia e non solo, nelle gelaterie (ma anche a livello industriale) si è diffuso anche il gelato al gusto di cassata siciliana. Solitamente fatto con una base di gelato alla crema di ricotta, è arricchito con del pan di Spagna (intorno al 10%) con bagna liquorosa, da una variegatura al cioccolato e al pistacchio, da granella di frutta secca (mandorle e pistacchi) e cioccolato, nonché da frutta candita.